# Unterkaka
Unterkaka là một đô thị thuộc huyện Burgenland, bang Sachsen-Anhalt, Đức. Đô thị Unterkaka có diện tích 7,07 km², dân số thời điểm ngày 31 tháng 12 năm 2006 là 308 người.